# Anton Fugger
Anton Fugger (Norimberga, 10 giugno 1493 – Augusta, 14 settembre 1560) è stato un banchiere e mercante tedesco, membro di una delle più importanti famiglie di banchieri d'Europa.

## Biografia
Anton era il terzo e ultimo figlio di Georg Fugger (fratello di Jacob Fugger) e Regina Imhof. Nacque a Norimberga il 10 giugno 1493.  nel 1527 si sposò con Anna Augsburger, la coppia ebbe 10 figli, 4 maschi e 6 femmine.
Lo zio Jacob morì il 30 dicembre 1525, e poiché non aveva figli che potessero ereditare le sue sostanze lasciò tutti i suoi beni ai nipoti Anton Raymund, che quindi si ritrovarono proprietari di una fortuna di 3.000.058 di gulden (2.132.261 all'attivo, 867.797 al passivo), cifra impressionante per l'epoca ed ammontante, in dollari statunitensi attuali, ad oltre 400 miliardi.
Nel 1527 si sposò con Anna Augsburger, la coppia ebbe 10 figli, 4 maschi e 6 femmine.
Anton diresse le attività che furono dello zio insieme al fratello Raymund e al cugino Hieronymus, scelse di espandere le tratte commerciali fino a Buenos Aires, al Messico e alle Indie Occidentali. Dal punto di vista politico supportò attivamente gli imperatori Carlo V e Ferdinando I. Nel 1551 fece costruire nella Bassa Algovia il Castello Babenhausen con la Sala di Cedro, una delle stanze rinascimentali più importanti della Germania. Quando nel 1560 morì, il fiorentino Guicciardini lo definì il principe dei commercianti. Egli fu il principale creditore della famiglia Medici di Firenze. Il riformatore Filippo Melantone, uno dei collaboratori di Martin Lutero definì i Fugger "i Medici tedeschi".
Pur facendo parte della piccola nobiltà (aveva ereditato dallo zio il titolo di conte) nel 1530 e riuscì a far sposare i figli e le figlie con alcuni importanti nobili, introducendosi in questo modo nell'alta nobiltà.
Anton Fugger è raffigurato nella Cappella di San Marco, costruita nel 1511 e fondata da lui stesso, all'interno della Chiesa di Santa Maria dell'Anima a Roma. 
Nella sua residenza in città, le case Fugger di Augusta, il pittore Tiziano ritrasse l'imperatore Carlo V nel 1548.

## Matrimonio e figli

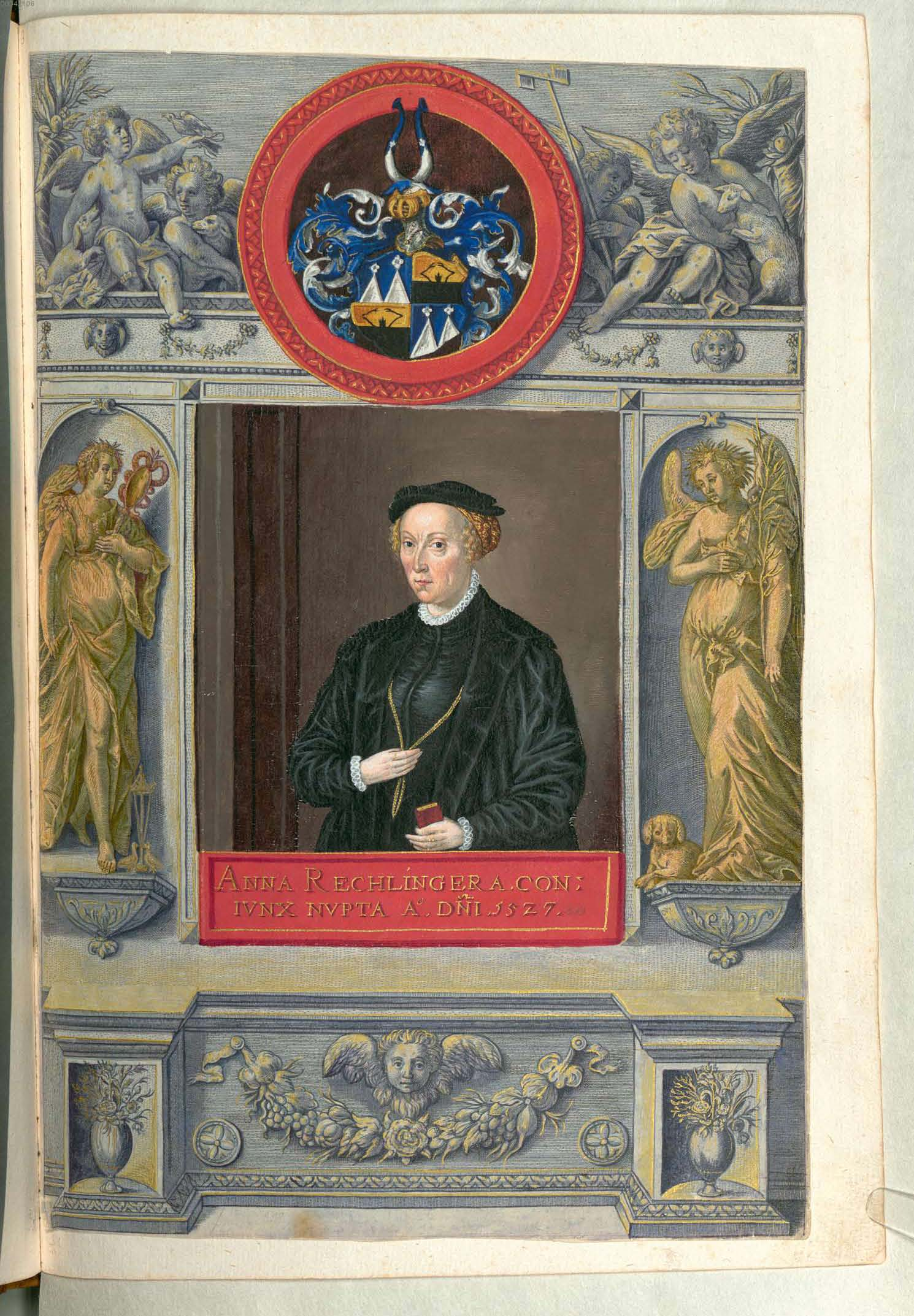
Anna Rehlinger, moglie di Anton Fugger

Anton Fugger sposò Anna Rehlinger dalla quale ebbe i seguenti eredi:
- Marx (Markus) (1529–1597), sposò la contessa Sibylla von Eberstein (1531–1589)
- Anna (1530–1549)
- Hans (Johannes) (1531–1598), sposò la baronessa Elisabeth Notthafft von Weißenstein
- Catharina (1532–1585), sposò il conte Jakob von Montfort
- Jeronimus (1533–1573)
- Regina (1537–1584), sposò il conte Wolfgang Dietrich zu Hardegg
- Susanna (1539–1588), sposò il barone Balthasar Trautson von Matrai
- Jacob (1542–1598), sposò Anna Ilsung von Tratzberg
- Maria (1543–1583), sposò Michael von Eitzing
- Veronika (1545–1590), sposò Gaudenz zu Spaur